# Dannella lita
Dannella lita är en dagsländeart som först beskrevs av Burks 1949.  Dannella lita ingår i släktet Dannella och familjen mossdagsländor. Inga underarter finns listade i Catalogue of Life.